# Astragalus hispanicus
Astragalus hispanicus es una  especie de planta herbácea perteneciente a la familia de las leguminosas. Se encuentra en el occidente de Europa.

## Descripción
Es una planta de base leñosa que puede alcanzar los 60cm de altura, de tallos erectos y cubiertos de pelos. Las hojas están divididas en folíolos, en número impar, que son lineares y pelosos. Las flores quedan dispuestas en racimos pedunculados, los cuales presentan pelos blancos y negros. Tienen la corola de color rosa intenso. Cuando fructifica desarrolla una legumbre con pico apical y cubierta de pelos blancos.

## Distribución y hábitat
Es una planta herbácea sufrútice distribuida por la región del Mediterráneo y se encuentra en los suelos margosos o yesosos, en matorrales abiertos muy secos.

## Taxonomía
Astragalus hispanicus fue descrita por  Alexander von Bunge y publicado en Mém. Acad. Imp. Sci. Saint Pétersbourg, Sér. 7 11(16): 135, en el año 1868. 
Etimología
Astragalus: nombre genérico derivado del griego clásico άστράγαλος y luego del Latín astrăgălus aplicado ya en la antigüedad, entre otras cosas, a algunas plantas de la familia Fabaceae, debido a la forma cúbica de sus semillas parecidas a un hueso del pie.
hispanicus: epíteto geográfico que alude a su localización en Hispania.
sinonimia
- Astragalus hegelmaieri Willk.[5]